# Croton japirensis
Espèce
Croton japirensis est une espèce de plantes à fleurs du genre Croton et de la famille des Euphorbiaceae, présente au Brésil (Bahia).
Il a pour synonymes :
- Croton laurifolius, Spach ex Baill.,1864
- Oxydectes japirensis, (Müll.Arg.) Kuntze
- Oxydectes laurifolia, Kuntze